# Großkmehlen
Großkmehlen é um município da Alemanha, situado no distrito de Oberspreewald-Lausitz, no estado de Brandemburgo. Tem 13,75 km² de área, e sua população em 2019 foi estimada em 1.058 habitantes.